# Nama pringlei
Nama pringlei är en strävbladig växtart som beskrevs av Robinson och Greenm. Nama pringlei ingår i släktet Nama och familjen strävbladiga växter. Inga underarter finns listade i Catalogue of Life.